# Route 710 (Nouveau-Brunswick)
Pour les articles homonymes, voir Route 710.
La route 710 est une route locale du Nouveau-Brunswick située dans le sud-est de la province, près de Cambridge-Narrows. Elle traverse une région plutôt boisée et agricole. De plus, elle mesure 44 kilomètres, et est pavée sur toute sa longueur.

## Tracé
La 710 débute à Hatfield Point, sur la route 124, près de la baie de Belleisle. Elle commence par traverser les terres en se dirigeant vers le nord jusqu'à Cambridge-Narrows, où elle courbe vers le nord-est pour suivre le lac Washademoak. Elle traverse ensuite Hammtown et Thornetown, puis à Chambers Corner, elle bifurque vers le sud-est. Elle se termine à Long Creek, sur la route 10. 

## Intersections principales
| route 710       |                      |    |                                        |                                 |
| Comté           | Location             | km | Intersection/Destinations              | Notes                           |
| Comté de Kings  | Hatfield Point       | 0  | R-124, Springfield, Evandale           | extrémité sud de la 710         |
| Comté de Queens | Henderson Settlement | 11 | R-705 ouest, Shannon, MacDonalds Point |                                 |
| Comté de Queens | Cambridge-Narrows    | 25 | R-695 sud, Springfield                 | débute du multiplex avec la 695 |
| Comté de Queens | Cambridge-Narrows    | 26 | R-695 nord, Jemseg, Fredericton        | fin du multiplex avec la 695    |
| Comté de Queens | Long Creek           | 44 | R-10, Coles Island, Sussex             | extrémité est de la 710         |
| Vert: Multiplex |                      |    |                                        |                                 |